# آپارتمان (فیلم ۱۹۶۰)
آپارتمان (به انگلیسی: The Apartment) نام فیلمی کمدی-رمانتیک است به کارگردانی بیلی وایلدر کارگردان آمریکایی که در سال ۱۹۶۰ توزیع شد. در زمان خود موفقیت بسیار کسب کرد و تا ساخته شدن فهرست شیندلر آخرین فیلمی سیاه و سفیدی بود که در قرن بیستم جایزه اسکار بهترین فیلم سال را برنده شد. این فیلم در ایران و با دوبله فارسی به گویندگی منوچهر نوذری به جای جک لمون به نمایش درآمد.
آپارتمان در سی و سومین دوره جوایز اسکار موفق به نامزدی در ده بخش و برنده پنج جایزه اسکار شد.

## خلاصه داستان

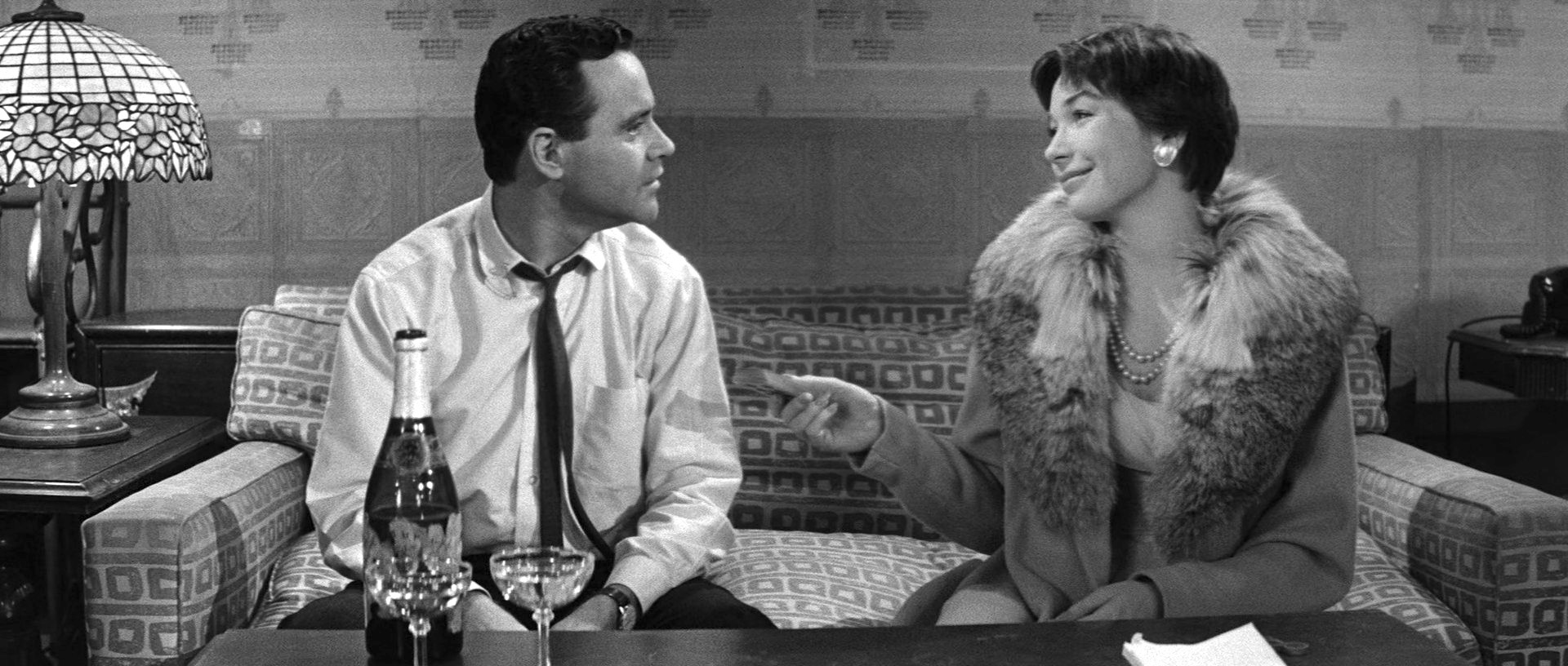
نماگرفت جک لمون و شرلی مک لین در پیش پرده ی فیلم آپارتمان ۱۹۶۰.

ماجرای فیلم از تاریخ اول نوامبر ۱۹۵۹ آغاز می‌شود که سی سی باکستر (با بازی جک لمون) که مردی مجرد و تنهاست نزدیک چهار سال است که کارمند دفتر مرکزی یک شرکت بزرگ بیمه با سی هزار کارمند در منطقه منهتن نیویورک است. وی بنا به دلایلی بعد از پایان ساعت کاری دیر تر به آپارتمان خود واقع در خیابان پارک غربی می‌رود …

## بازیگران و شخصیت‌ها[۳]
| بازیگر        | نقش           | درباره                                            |
| ------------- | ------------- | ------------------------------------------------- |
| جک لمون       | سی. سی باکستر | کارمند دون پایه شرکت بیمه که به سرعت ترقی می‌کند   |
| شرلی مک‌لین    | فرن کیوبلیک   | آسانسورچی شرکت و معشوقه مدیرکل                    |
| فرد مک‌موری    | جی.دی. شلدریک | مدیرکل متأهل و دارای رابطه با فرن                 |
| جک کروشن      | دکتر درایفوس  | پزشک و همسایه باکستر                              |
| ری والستن     | جو دبیچ       | از مدیران میانی شرکت                              |
| دیوید لوئیس   | آل کرکبی      | کارمند شرکت                                       |
| ادی آدامز     | خانم اولسن    | منشی مدیرکل و معشوقه سابق او                      |
| هوپ هالیدی    | مارگی مک‌دوگال | زنی تنها و مست که با باکستر تنها و مست آشنا می‌شود |
| نیومی استیونز | خانم درایفوس  | همسر دکتر درایفوس، همسایه باکستر                  |
| جون شولی      | سیلویا        | کارمند شرکت، تلفن چی                              |
| جانی سون      | کارل ماتوشکا  | شوهر خواهر فرن                                    |

## جوایز و افتخارات

### سی و سومین دوره جوایز اسکار[۱]
| جایزه                                  | نتیجه | نامزد                          |
| -------------------------------------- | ----- | ------------------------------ |
| جایزه اسکار بهترین فیلم                | برنده | بیلی وایلدر                    |
| جایزه اسکار بهترین کارگردانی           | برنده | بیلی وایلدر                    |
| جایزه اسکار بهترین فیلم‌نامه غیراقتباسی | برنده | آی ای ال دایموند بیلی وایلدر   |
| جایزه اسکار بهترین بازیگر نقش اول مرد  | نامزد | جک لمون                        |
| جایزه اسکار بهترین بازیگر نقش اول زن   | نامزد | شرلی مک‌لین                     |
| جایزه اسکار بهترین بازیگر نقش مکمل مرد | نامزد | جک کروشن                       |
| جایزه اسکار بهترین فیلم‌برداری          | نامزد | جوزف لاشل                      |
| جایزه اسکار بهترین تدوین               | برنده | دنیل مندل                      |
| جایزه اسکار بهترین طراحی صحنه          | برنده | الکساندر ترونر ادوارد جی. بویل |
| جایزه اسکار بهترین میکس صدا            | نامزد | گوردون ای سایر                 |

### هجدهمین مراسم گلدن گلوب[۴]
| جایزه                                                   | نتیجه | نامزد       |
| ------------------------------------------------------- | ----- | ----------- |
| جایزه گلدن گلوب بهترین بازیگر مرد فیلم موزیکال یا کمدی  | برنده | جک لمون     |
| جایزه گلدن گلوب بهترین بازیگر زن - فیلم موزیکال یا کمدی | برنده | شرلی مک‌لین  |
| جایزه گلدن گلوب بهترین فیلم موزیکال یا کمدی             | برنده | بیلی وایلدر |
| جایزه گلدن گلوب بهترین کارگردانی                        | نامزد | بیلی وایلدر |

### جوایز فیلم بفتا(چهاردهمین دوره)[۵]
| جایزه                   | نتیجه | نامزد       |
| ----------------------- | ----- | ----------- |
| جایزه بفتای بهترین فیلم | برنده | بیلی وایلدر |
| بهترین بازیگر خارجی مرد | برنده | جک لمون     |
| بهترین بازیگر زن خارجی  | برنده | شرلی مک‌لین  |

### جایزه انجمن کارگردانان آمریکا[۶]
بهترین کارگردانی، بیلی وایلدر

## بانک اطلاعات اینترنتی فیلم‌ها
این فیلم در میان ۲۵۰ فیلم برتر سایت IMDb با امتیاز ۸٫۲ در رتبه ۱۱۷ قرار دارد.